# All in the Silence (альбом)
All in the Silence — девятый студийный альбом Кенто Масуды, выпущенный 26 сентября 2012 года посредством лейбла Kent On Music, Inc. Альбом содержит двенадцать треков. Он был продюсирован Масудой. Альбом был записан на студии Charles Eller Studios в Вермонте с Чарльзом Эллером и Лейном Гибсоном, в Kent on Music Studio в Токио и в Synchrony Music Del Ray Studio в Лос-Анджелесе с Тедом Намбой.
Масуда написал музыку для показа мод известного дизайнера Ёдзи Ямамото Femme Autumn Winter 2011–2012 Paris Fashion Week, на котором были представлены его композиции «Hands» и «Little Tokyo Poetry» из данного альбома. Они продолжили работать над короткометражным музыкальным фильмом Масуды «Godsend Rondo», снятого режиссером Томо Ояем на Хоккайдо.

## Список композиций
| №                   | Название              | Длительность |
| ------------------- | --------------------- | ------------ |
| 1.                  | «Sunrise»             | 4:38         |
| 2.                  | «So We Are»           | 3:43         |
| 3.                  | «Reminiscence»        | 4:42         |
| 4.                  | «Incessant Rains»     | 5:35         |
| 5.                  | «Little Tokyo Poetry» | 5:28         |
| 6.                  | «Godsend Rondo»       | 5:01         |
| 7.                  | «Sakura»              | 2:40         |
| 8.                  | «Shine On»            | 2:27         |
| 9.                  | «Nocturnal Perfume»   | 3:55         |
| 10.                 | «Hands»               | 2:31         |
| 11.                 | «River Renditions»    | 5:07         |
| 12.                 | «Belfry»              | 5:58         |
| Общая длительность: | Общая длительность:   | 51:46        |

## Награды и номинации
| Год  | Награда                                | Номинированная работа | Категория                              | Результат |
| ---- | -------------------------------------- | --------------------- | -------------------------------------- | --------- |
| 2017 | Accolade Global Film Competition       | «Godsend Rondo»       | Искусство, культура, перформанс, пьесы | Победа    |
| 2017 | Best Shorts Competition                | «Godsend Rondo»       | Искусство, культура, перформанс, пьесы | Победа    |
| 2017 | Los Angeles Film Awards                | «Godsend Rondo»       | Музыкальный видеоклип                  | Победа    |
| 2017 | Festigious International Film Festival | «Godsend Rondo»       | Музыкальный видеоклип                  | Победа    |
| 2017 | Top Shorts Film Festival               | «Godsend Rondo»       | Музыкальный видеоклип                  | Победа    |
| 2017 | New York Film Awards                   | «Godsend Rondo»       | Музыкальный видеоклип                  | Победа    |
| 2017 | Actors Awards Los Angeles              | «Godsend Rondo»       | Музыкальный видеоклип                  | Победа    |
| 2017 | Hollywood Music in Media Awards        | «Little Tokyo Poetry» | Инструментальная музыка                | Номинация |